# Цаца (село)
Цаца́ (калм. Цаца) — село в Светлоярском районе Волгоградской области. Административный центр и единственный населённый пункт Цацинского сельского поселения.
Основано в 1785 году.
Население — 1339 (2021).

## Название
Название села имеет монгольское происхождение и происходит от калм. Цаца — буддийская часовня.

## История
Именным указом императрицы Екатерины II, данным Сенату 5 мая 1785 года было образовано Кавказское наместничество из двух областей — Астраханской и Кавказской. На землях этого наместничества находится современный Светлоярский район. Вслед за этим началось интенсивное заселение Астраханского края и южных территорий России, в том числе на дорожных трактах от Царицына на Кавказ и от Царицына до Черного Яра. В том же году на Кавказском тракте шедшего из Царицына в трех направлениях, один примерно по линии построенной на его фактически основе Царицын-Тихорецкой железнодорожной ветки в направлении к Чёрному морю, второй шёл до южной оконечности озера Цаца ответвлялся в сторону верховий реки Сал шел на Ставрополь и назывался Ставропольским трактом, третий, к югу от озера Цаца шел на юг вдоль Сарпинских озёр и бассейна реки Кумы в сторону Моздока. По сути дела немного выше этого разветвлений двух последних трактов ведущих из Царицына на Кавказ на северной окраине калмыцкой степи и было основано село Цаца. Первыми поселенцами были 12 семей ссыльных, приведенные с конвоем. В 1804 году село числилось уже в составе Царицынского уезда Саратовской губернии, в 1806 году было с ново причислено к Черноярскому уезду Астраханской губернии. В 1834 году в село переселилась небольшая группа малороссов из земли Войска Донского.
В 1804 году крестьянами села был куплен крестьянами деревянный молитвенный дом во имя Святителя и Чудотворца Николая. В 1846 году была освящена новая церковь во имя Покрова Пресвятой Богородицы (сгорела в 1848 году).
В 1906 году жители села содержали 6593 голов крупного рогатого скота, 545 лошадей, 39 верблюдов, 14 776 овец, 619 свиней, 160 коз. В селе действовало 30 мельниц, 8 бакалейных и 3 мануфактурные лавки. В 1915 году в селе насчитывалось 703 двора, проживало 2110 мужчин и 2137 женщин, земельный надел составлял 6107 десятин удобной и 9107 десятин неудобной земли.
В 1919 году село включено в состав Царицынской губернии. С 1935 года в состав Красноармейского района Сталинградского края (впоследствии Светлоярский район Волгоградской области).
В годы войны здесь проходила линия фронта, шли тяжёлые бои в период Сталинградской битвы.

## Физико-географическая характеристика
Село расположено в степи в пределах Сарпинской низменности, являющейся северо-западной частью Прикаспйиской низменности. Село вытянуто вдоль северо-восточного берега озера Цаца. Средняя высота над уровнем моря — 5 метров. В окрестностях распространены лугово-каштановые почвы и солонцы (автоморфные) к юго-востоку от села — бурые пустынно-степные почвы.
По автомобильным дорогам расстояние до областного центра города Волгограда (до центра города) составляет 71 км, до районного центра посёлка Светлый Яр — 47 км, до административной границы с Республикой Калмыкия — 14 км. Через село проходит федеральная автодорога «Каспий» (Подъезд к г. Элисте) Р22
Климат
Климат континентальный, засушливый, с жарким летом и относительно холодной и малоснежной зимой (согласно классификации климатов Кёппена — Dfa). Среднегодовая температура воздуха положительная и составляет + 8,9 °C. Средняя температура самого холодного января −6,8 °C, самого жаркого месяца июля +24,8 °C. Многолетняя норма осадков — 356 мм. В течение года количество осадков распределено относительно равномерно: наименьшее количество осадков выпадает в апреле и октябре (по 22 мм), наибольшее количество — в мае и декабре (по 36 мм).
Часовой пояс
Цаца, как и вся Волгоградская область, находится в часовой зоне МСК (московское время). Смещение применяемого времени относительно UTC составляет +3:00.

## Население
Динамика численности населения
| 1816 | 1835 | 1859 | 1878 | 1897 | 1900 | 1905 | 1914 |
| ---- | ---- | ---- | ---- | ---- | ---- | ---- | ---- |
| 486  | 647  | 1392 | 1881 | 2607 | 2943 | 3256 | 4257 |

| 2010  | 2012  | 2013  | 2014  | 2015  | 2016  | 2017  |
| ----- | ----- | ----- | ----- | ----- | ----- | ----- |
| 1551  | ↘1516 | ↘1477 | ↘1428 | ↘1419 | ↘1400 | ↘1382 |
| 2018  | 2019  | 2020  | 2021  |       |       |       |
| ↘1375 | ↘1358 | ↗1361 | ↘1339 |       |       |       |

Население села существенно сократилось после постройки на окраине Волгограда, в Красноармейском районе города, химического комбината, пруды-отстойники которого разместились на совхозных землях. Ухудшение экологической обстановки жители связывают с деятельностью химкомплекса.

## Инфраструктура

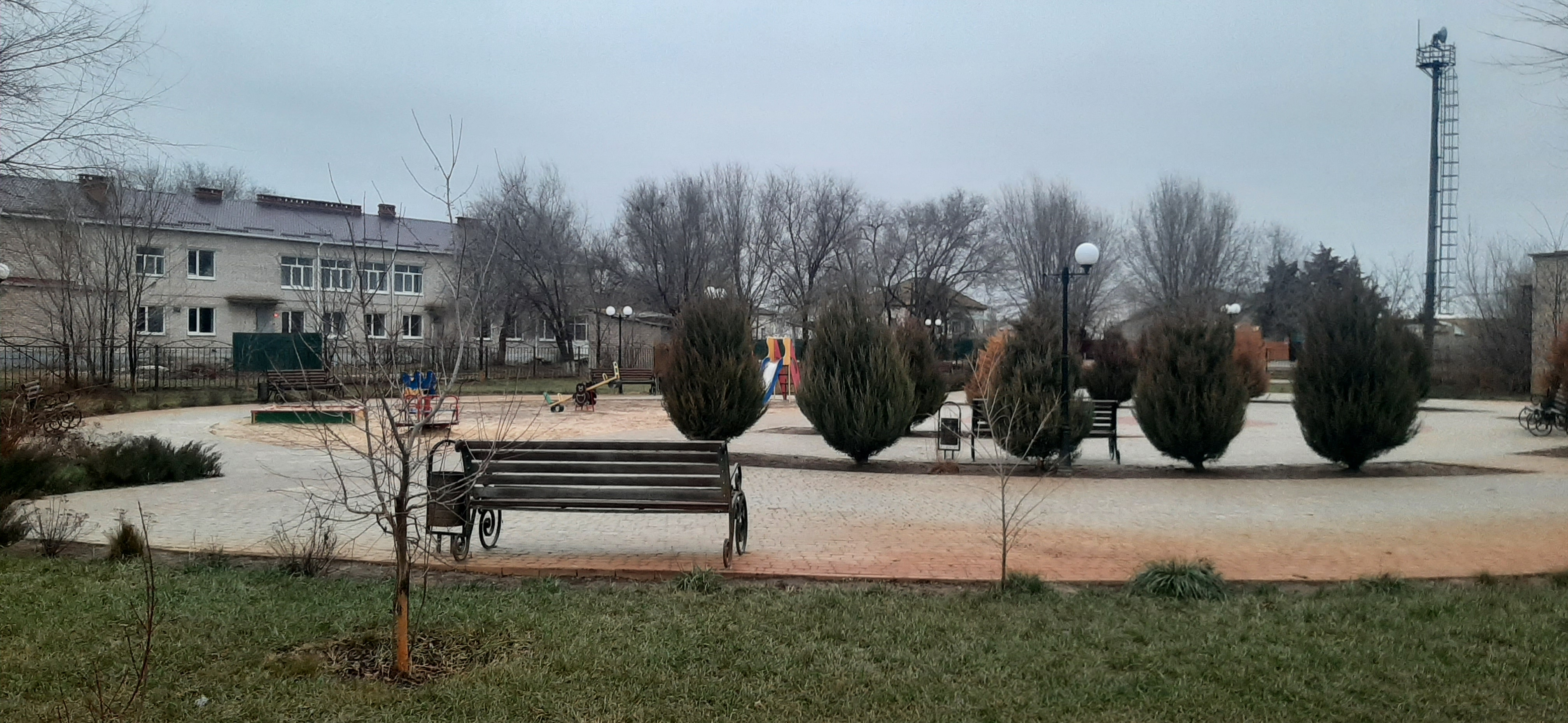
Сквер в с. Цаца

На территории поселения работают: Цацинская средняя школа, Цацинский дом Культуры, Цацинский детсад «Солнышко», Цацинская сельская библиотека, филиал спортивной школы.

## Достопримечательности
- Памятник Катюше. Расположен у автодороги Волгоград — Элиста. Возведён в 1980 году по инициативе ветеранов 90-го гвардейского миномётного полка.

## Транспорт
Автодорога Волгоград — Элиста.